# آفرمن (جورجیا)
آفرمن، جورجیا (به انگلیسی: Offerman, Georgia) یک شهر در ایالات متحده آمریکا با جمعیت ۴۰۳ نفر است که در جورجیا واقع شده‌است.

## موقعیت جغرافیایی
موقعیت جغرافیایی شهرها و مناطق اطراف به شرح زیر است: